# Viaducte de Tosa

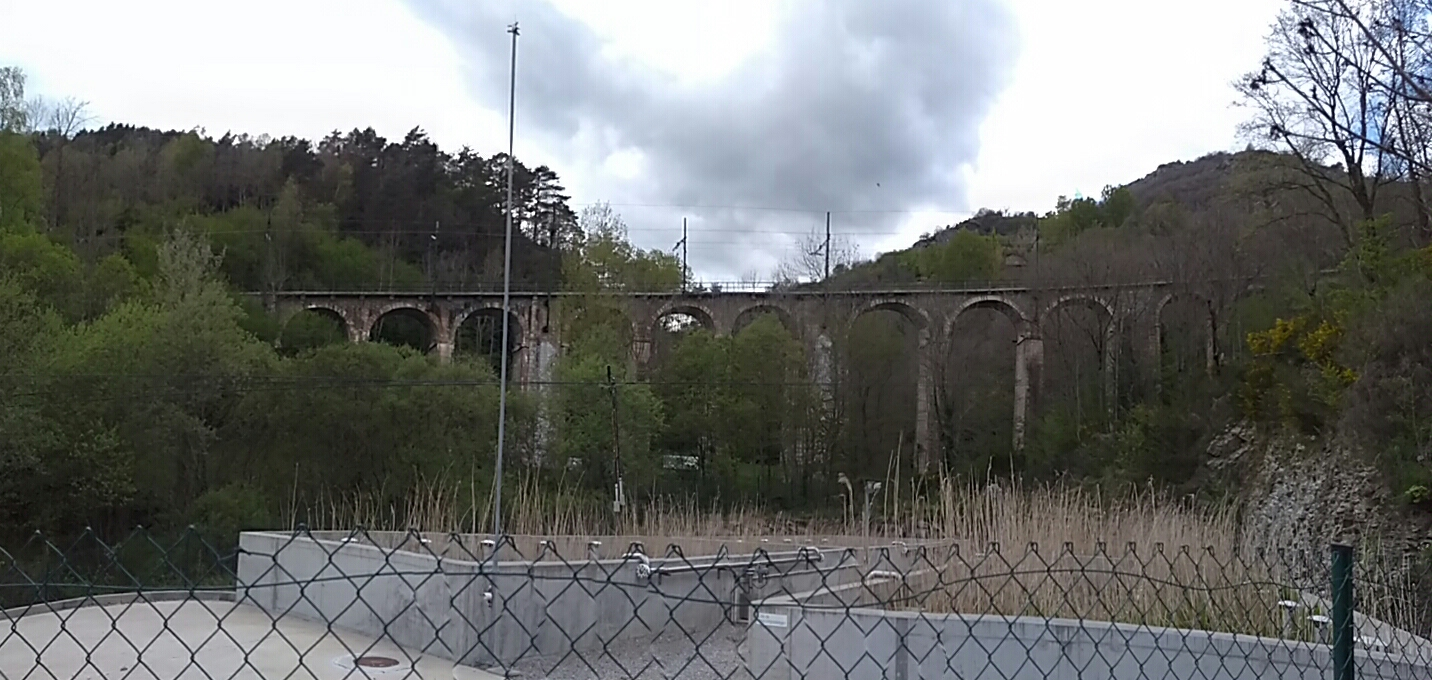
Vista del Viaducte de Tosa

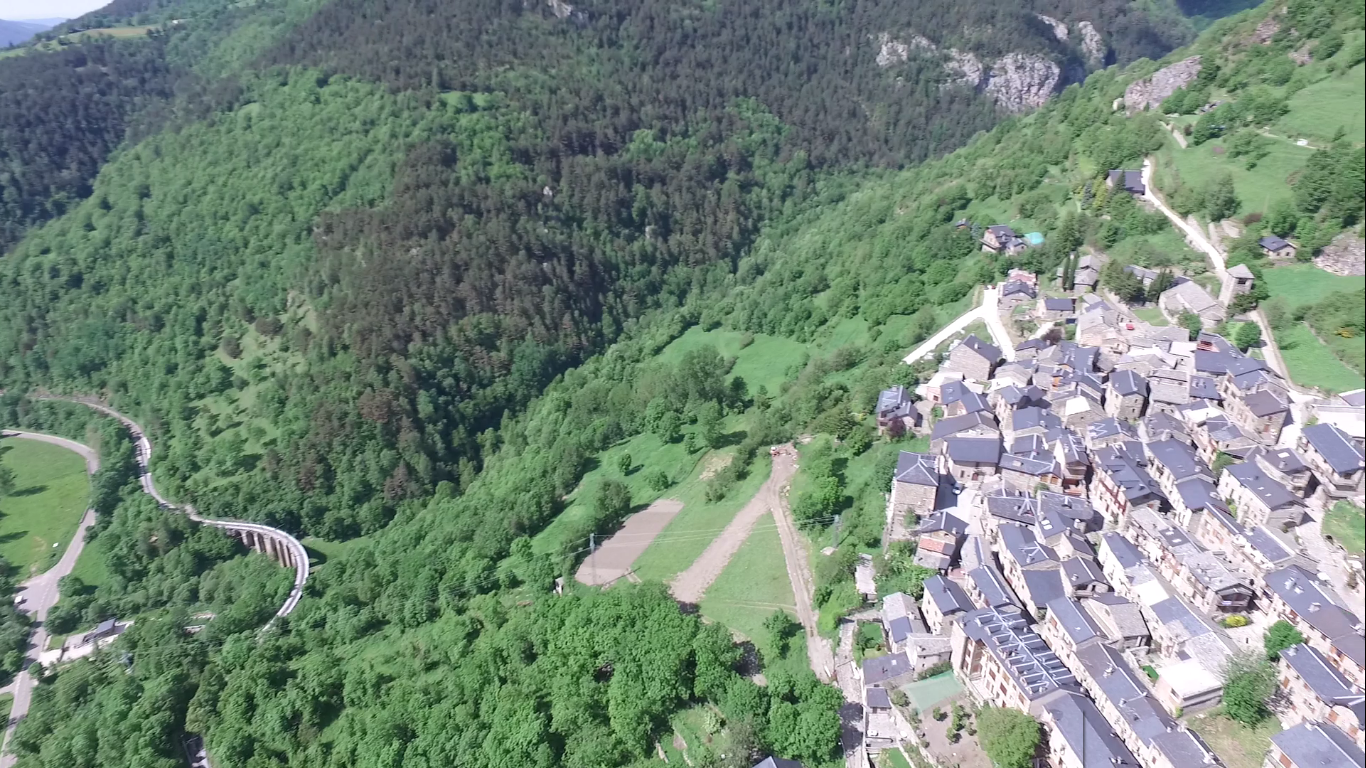
El Viaducte de Tosa situat a sota del poble de Queralbs

El Viaducte de Tosa es troba a 1105 m d'altitud dins del municipi de Queralbs (Ripollès, Catalunya) i forma part de la línia del Cremallera de Núria. El nom li ve donat perquè creua per sobre el riu de Tosa. Es considera una obra extraordinària i única en el seu gènere en aquest país.
Fou construït entre finals del 1929 i principis del 1930. El Cremallera de Núria seria inaugurat el 22 de març del 1931.
Situat al PK 5,7, aquest viaducte consta de 12 arcs i d'una llargada de 145 m. Salva un desnivell de 17 m, que es tradueix en una rampa de 120 mil·lèsimes (12%). A més a més, està construït en corba de 80 m de radi. La seva altura és de 23 m. Els 12 arcs estan agrupats en grups de 3 i separats per piles estrep. La planta de les piles és trapezoidal, d'aquesta manera es genera la diferència entre el radi interior i l'exterior. Els arcs són de mig punt.